# Olimpia Maidalchini
Olimpia Maidalchini, surnommée la Papesse Olimpia, née en 1594 à Viterbe et morte en 1657 à San Martino al Cimino, est une aristocrate italienne et la belle-sœur du pape Innocent X, sur lequel elle exerce une grande influence.

## Biographie
Olimpia Maidalchini épouse en premières noces l'un de ses riches concitoyens, dont elle devient peu après veuve. Elle épouse en secondes noces un aristocrate plus âgé qu'elle d'une trentaine d'années, Pamphilio Pamphili, dont la famille est installée à Rome depuis plus d'un siècle. Dans sa nouvelle famille, Olimpia se lie d'amitié avec son beau-frère, le cardinal Pamphili.
À la mort d'Urbain VIII, en 1644, le cardinal Pamphili est élu pape sous le nom d'Innocent X. Olimpia est veuve pour la deuxième fois et devient le conseiller le plus écouté du pape, ce qui lui attire les critiques des satiristes italiens et des protestants français. Innocent X prend peu de décision sans l'avoir consultée. On disait que l'Église catholique était dirigée par une papesse, la papesse Olimpia.
Raillée et fort critiquée elle n'en est pas moins une femme d'initiatives importantes. À Rome elle fait restructurer la piazza Navona, aménage le palais Pamphilj (aujourd'hui ambassade du Brésil) et fait construire l'église Sainte-Agnès en Agone avec devant sa façade la fontaine des Quatre-Fleuves. À San Martino al Cimino, dans les Monts Cimini, dont elle fait une sorte de principauté personnelle, elle réorganise et restructure le bourg de manière très moderne.
Innocent X fait d'abord reposer le gouvernement de l'Église sur le fils aîné d'Olimpia, Camillo Francesco Maria Pamphilj, créé cardinal dès le 14 novembre 1644. Mais Camillo renonce au cardinalat, contre l'avis de sa mère et du pape, en 1647 pour épouser la belle et richissime Olimpia Aldobrandini. Cette défection entraîne la nomination d'un nouveau cardinal de 17 ans : un neveu d'Olimpia, Francesco Maidalchini, qui se révèle incapable et est remercié en 1649. Sa tante en subit quelque disgrâce provisoire.
Au début de 1651, Camillo Pamphili est de retour en grâce puis c'est le tour de sa mère en mars 1653, qui retrouve toutes ses prérogatives et redevient plus influente que jamais.

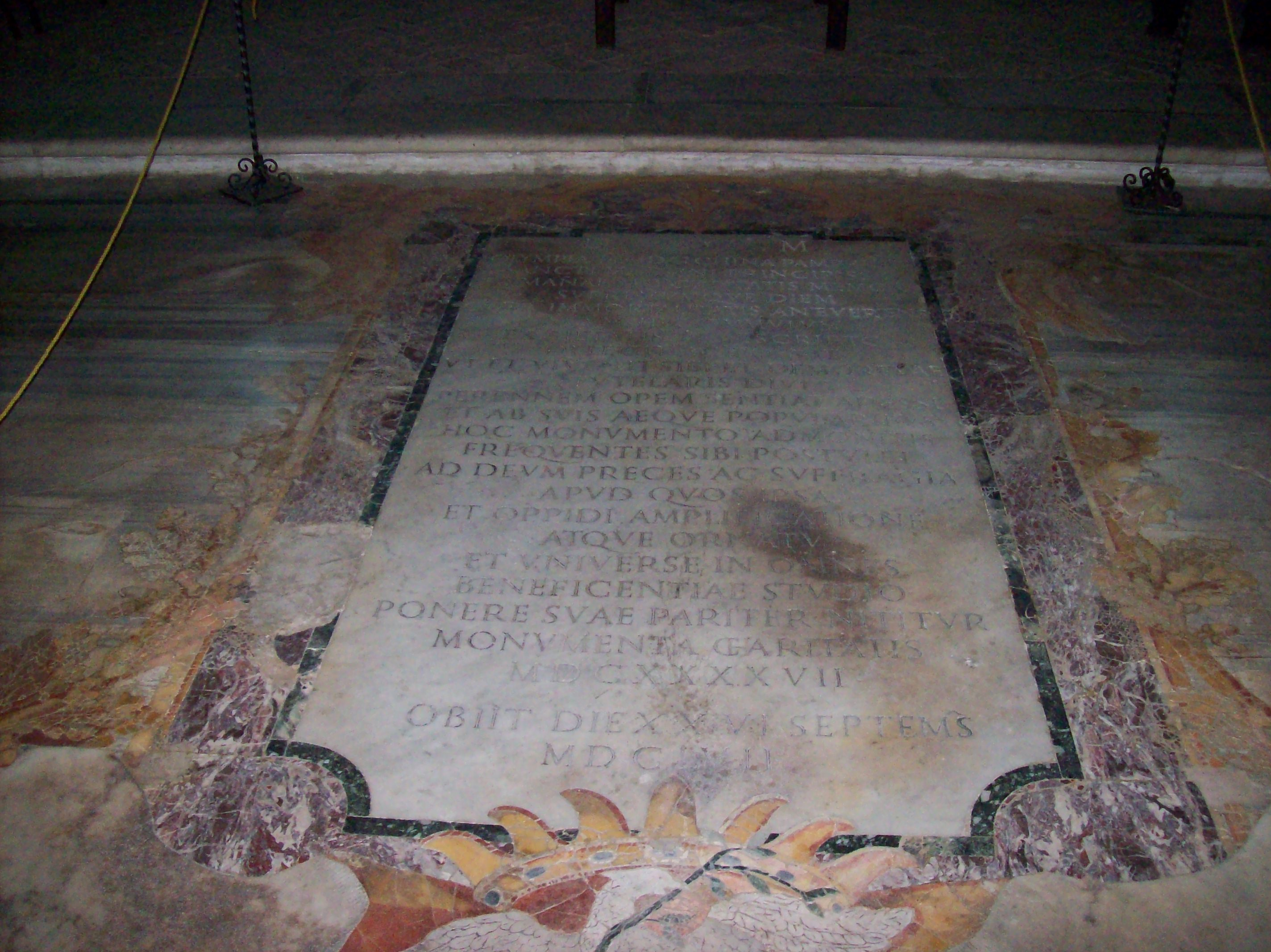
Pierre tombale de Olimpia Maidalchini (Église abbatiale de San Martino)

Innocent X meurt en janvier 1655. Olimpia est bannie par le nouveau pape Alexandre VII en 1655 dès les premiers jours du nouveau pontificat et meurt en 1657, son décès par empoisonnement est attribué à Exili. Elle est enterrée dans le chœur de l'ancienne église abbatiale de San Martino al Cimino.

## Sources et bibliographie
- Jean Mathieu-Rosay, La véritable histoire des Papes, Jacques Grancher, Paris, 1991 ;
- Antonino Lopes (traduction : Claudine Cocozza), Les Papes, La vie des papes à travers 2000 ans d'histoire, Futura Edizioni, Roma, 1997 ;
- Philippe Levillain (s. dir.), Dictionnaire historique de la papauté, Fayard, 2003.
- Céline Minard lui a consacré un court roman : Olimpia, Denoël, 2010.